# 桑菲克斯冰川
69°16′S 64°30′W / 69.267°S 64.500°W
桑菲克斯冰川（英語：Sunfix Glacier）是南極洲的冰川，位於帕爾默地，長28公里、寬3.7公里，流經格里姆利冰川和盧拉比冰川，最終注入凱西冰川，現時由南極條約體系管理。